# Saad Hussain Rizvi
Saad Hussain Rizvi (en urdú: سعد حسین رضوی) (Pakistan, 21 de setembre de 1994) és un polític pakistanès, que exerceix des de 2020 com a president del Tehreek-e-Labbaik Pakistan (TLP), un partit polític islamista pakistanès d'ultradreta. El seu pare, Khadim Hussain Rizvi, va ser el fundador del partit.

## Trajectòria política
L'any 2015 es va unir al partit Tehreek-e-Labbaik Pakistan i va exercir com el seu vicesecretari general. El novembre de 2020, després de la mort del seu pare Khadim Hussain Rizvi, es va convertir en el seu segon president.

### Protestes de 2021
El 12 d'abril de 2021, el govern del Pakistan el va arrestar a Lahore en virtut de la Llei antiterrorista del Pakistan de 1997 (ATA), que va fer enfadar encara més els manifestants de les protestes antigovernamentals i va provocar aldarulls generalitzats.
El 20 d'abril, Attiq Ahmed, l'oficial en cap de comunicacions de les presons del Punjab, i el líder del TLP, Faizan Ahmed, van dir que ja havia estat alliberat. El superintendent de la presó de Lahore, Asad Warraich, va dir, però, que no tenai constància d'aquest alliberament i que no havien rebut cap ordre d'alliberar-lo. El ministre de l'Interior pakistanès, Sheikh Rasheed Ahmad, va confirmar més tard que no havia estat alliberat.
El 8 de juliol, una junta de revisió del Tribunal Superior de Lahore va rebutjar l'ampliació de la detenció, afirmant que el govern no tenia proves per mantenir-lo detingut. Tanmateix, la seva detenció va ser ampliada posteriorment pel govern durant 90 dies en virtut de la Llei antiterrorista de 1997. El setembre de 2021 un familiar seu va presentar una petició davant del Tribunal Superior de Lahore, demanant que el tribunal declarés il·legal l'extensió de la seva detenció per part del govern i ordenés la seva posada en llibertat.